# 反资本主义左翼 (意大利)
反资本主义左翼（義大利語：Sinistra Anticapitalista，缩写为SA）是意大利的一个小型托洛茨基主义政党。2013年7月30日，在批判左翼解散后，它原来的一些成员建立该党。该党的意识形态是共产主义、马克思主义、托洛茨基主义、生态主义、自由意志社会主义。该党的领袖是弗朗科·图里格利亚托，他曾作为重建共产党候选人当选意大利参议员。该党是第四国际的支部，曾派代表出席欧洲反资本主义左翼的会议。该党曾参加意大利左翼政党联盟权力归人民。